# Клеър Дейнс
Клеър Катрин Дейнс (на английски: Claire Catherine Danes) е американска театрална и филмова актриса, носителка на две награди на „Гилдията на киноактьорите“, три награди „Сателит“, три награди „Еми“ и четири награди „Златен глобус“. Известни продукции с нейно участие са филмите „Малки жени“, „Ромео + Жулиета“, „Обратен завой“, „Принцеса Мононоке“, „Клетниците“ (1998), „Часовете“, „Терминатор 3: Бунтът на машините“, „Темпъл Грандин“ и сериалите „Закон и ред“, „Тъй нареченият мой живот“ и „Вътрешна сигурност“. От 2015 г. има звезда на Холивудската алея на славата.

## Биография
Клеър Дейнс е родена на 12 април 1979 г. в Манхатън, Ню Йорк. Баща ѝ Кристофър Дейнс е фотограф и компютърен консултант, майка ѝ Карла е скулптор, дизайнер и автор на печатни графики, а по-възрастният ѝ брат Аса Дейнс е адвокат. Семейството им живее в ателие на улица „Кросби“ в Ню Йорк. Освен като скулптор и дизайнер майка ѝ работи и като директор на малък център за дневни грижи за деца, който се намира в ателието им в „СоХо“, а по-късно и като филмов агент на дъщеря си.
Клеър тренира модерни танци от шестгодишна възраст, а на девет години започва да ходи на уроци по актьорско майсторство в Театралния институт „Лий Страсбърг“. На единадесет години започва да играе в различни детски театрални постановки. Тя учи в манхатънското Публично училище № 11 и Професионалната гимназия по сценични изкуства, а след това учи една година в училище „Долтън“, преди да се премести заедно с родителите си в Санта Моника за снимките на сериала „Тъй нареченият мой живот“.
През 1997 г. Клеър се дипломира във Френския лицей в Лос Анджелис. През 1998 г. е приета в специалност психология в Йейлския университет. Препоръчителното ѝ писмо за университета е написано от режисьора Оливър Стоун. В университета следва две години, преди да прекъсне образованието си, за да се концентрира в актьорската си професия.
Клеър е омъжена за актьора Хю Денси, с когото се запознава по време на снимките на филма „Когато падне мрак“. Двамата имат син на име Сайръс Майкъл Кристофър, роден на 17 декември 2012 г.

## Филмография

### Кино
| Година | Филм                             | Оригинално заглавие                | Роля                   | Бележки                                                           |
| ------ | -------------------------------- | ---------------------------------- | ---------------------- | ----------------------------------------------------------------- |
| 1994   | Малки жени                       | Little Women                       | Бет Марч               |                                                                   |
| 1995   | Американско сватбено одеяло      | How to Make an American Quilt      | Глади Джо (като млада) |                                                                   |
| 1995   | У дома за празниците             | Home for the Holidays              | Кит Ларсън             |                                                                   |
| 1996   | Обичам те, не те обичам          | I Love You, I Love You Not         | Дейзи / Нана           |                                                                   |
| 1996   | Ромео + Жулиета                  | Romeo + Juliet                     | Жулиета                |                                                                   |
| 1996   |                                  | To Gillian on Her 37th Birthday    | Рейчъл Луис            |                                                                   |
| 1997   | Обратен завой                    | U Turn                             | Джени                  |                                                                   |
| 1997   | Ударът                           | The Rainmaker                      | Кели                   |                                                                   |
| 1998   | Клетниците                       | Les Misérables                     | Козет                  |                                                                   |
| 1998   | Полска сватба                    | Polish Wedding                     | Хала                   |                                                                   |
| 1999   |                                  | The Mod Squad                      | Джули Барнс            |                                                                   |
| 1999   | Дворец на илюзиите               | Brokedown Palace                   | Алис Марано            |                                                                   |
| 2002   |                                  | Igby Goes Down                     | Суки                   |                                                                   |
| 2002   | Часовете                         | The Hours                          | Джулия Вон             |                                                                   |
| 2003   | Всичко за любовта                | It's All About Love                | Елена                  |                                                                   |
| 2003   |                                  | The Rage In Placid Lake            | момиче на семинар      |                                                                   |
| 2003   | Терминатор 3: Бунтът на машините | Terminator 3: Rise of the Machines | Катрин „Кейт“ Брустър  |                                                                   |
| 2004   |                                  | Stage Beauty                       | Мария                  |                                                                   |
| 2005   | Продавачката                     | Shopgirl                           | Мирабел Бътърсфийлд    | - номинация – Сателит за най-добра актриса в мюзикъл или комедия. |
| 2005   | Камъкът на раздора               | The Family Stone                   | Джули Мортън           |                                                                   |
| 2007   | Когато падне мрак                | Evening                            | Ан (като млада)        |                                                                   |
| 2007   | Звезден прах                     | Stardust                           | Ивейн                  |                                                                   |
| 2007   |                                  | The Flock                          | Алисън                 |                                                                   |
| 2008   | Аз и Орсън Уелс                  | Me and Orson Welles                | Соня Джоунс            |                                                                   |
| 2013   | Готини колкото мен               | As Cool as I Am                    | Лейни Даймънд          |                                                                   |

### Телевизия
| Година      | Филм                     | Оригинално заглавие             | Роля           | Бележки |
| ----------- | ------------------------ | ------------------------------- | -------------- | --- |
| 1992        | Закон и ред              | Law & Order                     | Трейси Бранд   | телевизионен сериал, 1 епизод |
| 1993        |                          | No Room for Opal                | Гейл           | телевизионен филм |
| 1994        |                          | Lifestories: Families in Crisis | Кейти Лайтър   | телевизионен сериал, 1 епизод |
| 1994 – 995  | Тъй нареченият мой живот | My So-Called Life               | Анджела Чейс   | телевизионен сериал, 19 епизода - Златен глобус за най-добра актриса в сериал – драма. - номинация – Еми за най-добра актриса в драматичен сериал. |
| 2010        | Темпъл Грандин           | Temple Grandin                  | Темпъл Грандин | телвизионен филм - Златен глобус за най-добра актриса в минисериал или телевизионен филм. - Сателит за най-добра актриса в минисериал или телевизионен филм. - Еми за най-добра актриса в минисериал или телевизионен филм. |
| 2011 – 2020 | Вътрешна сигурност       | Homeland                        | Кери Матисън   | телевизионен сериал - 2012, 2013 – Златен глобус за най-добра актриса в сериал – драма. - 2011, 2012 – Сателит за най-добра актриса в драматичен сериал. - 2012, 2013 – Еми за най-добра актриса в драматичен сериал. - 2015 – номинация – Златен глобус за най-добра актриса в сериал – драма. - 2014, 2015 – номинация – Еми за най-добра актриса в драматичен сериал. |